# De la Cavallería
De la Cavallería (o De la Caballería) es un apellido español que llevó una de las más poderosas familias de origen judeoconverso de la Corona de Aragón, cuya actividad financiera la puso en una situación clave en la administración de la hacienda y en política.
El miembro más prominente de ella fue Alfonso de la Cavallería, un político del reinado de los reyes Católicos, que ejerció varios cargos en la ciudad de Zaragoza y en el reino de Aragón y llegó a ser vicecanciller desde 1484 y primer presidente del Consejo de Aragón (1494-1506). Intentó impedir el decreto de expulsión de los judíos de 1492.
Fue investigado, como todas las familias cristianas nuevas de Aragón, en relación con el asesinato del inquisidor Pedro Arbués (1485); aunque fue absuelto en 1501.
En la Corona de Castilla fue muy destacado, por la misma época, el financiero y político Alonso Gutiérrez de la Cavallería (también llamado Alonso Gutiérrez de Madrid).

## Familia de la Cavallería
Alonso era hijo de Pedro de la Cavallería, que fue maestre racional de Aragón y abogado y consejero de Alfonso V de Aragón; nieto de Fernando de la Cavallería (1360, de nombre judío Bonafos, dejó a su mujer judía tras convertirse y se casó con Leonor de la Cabra); hermano de Fray Pablo de la Cavallería, obispo de Malta.
Están documentados al menos otros 20 varones y 15 mujeres de la familia Cavallería en el siglo XV en Zaragoza, entre ellos, el abuelo de Alonso, Fernando de la Cavallería, tesorero del rey Fernando I de Aragón, el padre de Alfonso V, Pedro de la Cavallería, que fue asesinado en 1465, y la hija de Alonso, Isabel de la Caballería de la que se conserva una carta pública de parto.
Otros miembros del linaje de la Cavallería son Judas Ahbenlevi de la Cavallería (Zaragoza, ca. 1230-1286), bailío y administrador de Jaime I el Conquistador (padre de Salomón, Abraham, Hasdai y Astruc); Abraham de la Cavallería (1275-), hijo del anterior, algunos de cuyos hijos y nietos ya se convirtieron al cristianismo; Vidal de la Cavallería (1230-1373); Gonzalo Gutiérrez de la Cavallería (hijo de Catalina de la Cavallería, hija a su vez de Bonafos, y de Min Gutiérrez), casado con Catalina de Luna (sobrina del valido Álvaro de Luna).
Diego de la Caballería, en el siglo XVII, aparece con la siguiente genealogía: "Juan de la Caballería su bisabuelo fue hijo de Alonso Gutiérrez de Madrid mayordomo, el cual fue hixo de Men Gutiérrez quemado por este Santo Oficio, cuyo sambenito está en la parroquia de San Bartolomé desta villa [Almagro], y la mujer de Alonso Gutiérrez se llamó Teresa de Castro, que fue quemada assimismo hija de Fernando González de Castro y Luisa González, que todos tres fueron quemados ... Isabel de Villarreal mujer de Juan de la Caballería fue hija de Gonzalo de Villarreal el malo, los cuales descienden de los Cadiles y los Rastacruces que son dos sambenitos que están en San Bartolomé, el uno se llamó Rui Díaz tendero quemado y el otro Sancho Díaz tintorero penitenciado (informe de Bernardo Cassado, vecino de Almagro, octubre de 1641).

Dos grandes ramas podemos encontrar, cuando menos en el linaje hebraico de los De la Caballería aragoneses (otras ramas o tal vez familias de idéntico apellido pasaron a la Mancha y a Indias, entre otros lugares). Una de ellas, inaugurada por Bonafós de la Caballería, judío, quien se convirtió junto con su mujer, que antes lo había sido de mosén Luis de Santángel, miembro de una de las estirpes judaicas más conocidas de Aragón y aun de toda España. Transformado en Pedro de la Caballería por gracia del bautismo, de él fue hijo mosén Alonso, en cuyos hijos y nietos eclosiona la grandeza, el prestigio y el poder de la familia. Una de sus hijas casó con Martín de Gurrea, señor de Argabieso [ identificación dudosa, véase también uno de los hijos de Alonso de Aragón ], y de ellos fueron hijos el obispo de Huesca y el padre de Juan de Gurrea, señor de Argabieso y gobernador de Aragón. Don Sancho, hijo del mismo mosén Alonso, casó con doña Margarita Cerdán, hermana del señor del Castellar, y de ellos nacieron doña Francisca, mujer de Iñigo de Mendoza, señor de la baronía de Sangarén, y don Francisco, esposo nada menos que de doña Juana de Aragón, hermana bastarda del conde de Ribagorza. 

La otra rama no se quedó corta en cuanto a ascenso social. Hermano de Bonafós fue Bienvenís, padre de Vidal de la Caballería, llamado Gonzalo tras su conversión al cristianismo. De él nació una niña, mujer de Ciprés de Paternoy, cuyos hijo y nieto Sancho de Paternoy fueron maestres racionales del rey, y el último de ellos además castellano del castillo de Ruesta. Hijo de este fue don Gonzalo de Paternoy, esposo de doña Isabel de Aragón, hija del conde de Ribagorza y, por tanto, descendiente inmediata de la Casa Real.